# 中國共產黨台灣省工作委員會學生工作委員會
中国共產黨台灣省工作委員會學生工作委员会，簡稱省工委學工委、學工委、學生工作委員會，是中國共產黨於第二次世界大戰結束後在台灣成立的學生工作組織，隶属于中共台湾省委。1947年8月成立之初由中共蘇區共產黨員徐懋德來台領導，化名為李絜（外省李），依照蘇州地下黨發展模式，在台灣中等學校以上發展組織，透過廖瑞發、郭琇琮開始將組織向台大、師大等高等學校發展，1947年二二八事件後，民氣可用，陸續吸收台大石玉峰、葉城松、鄭文峰、師大楊廷椅等加入共產黨並成立支部，醫學院生葉盛吉吸收顏世鴻等，並安排鄭鴻溪等進入師大運作學生運動 ，期間安排陳炳基、李蒼降、李登輝等人成立「新民主同志會」，並透過在台灣省教育會的蔡瑞欽及從中國大陸返台的民報記者李水井等將組織拓展到南部學校與私校，如台南工學院、開南商工、延平學院等，透過鍾浩東在廣東參與抗戰時的夥伴黎明華將組織拓展到新竹義民中學，隨著台大及師大學生畢業後擔任教職組織成員遍及台灣全省各地。

## 历史

### 成立
學生工作委員會是省工委最早成立的幾個組織之一，1946年7月之後省工委開始運作，初期成員屬於蔡孝乾參與日治時期的老台共夥伴，如林樑材、廖瑞發、李中志、黃石岩等，而學生工作委員會於1947年8月成立，由陳炳基、陳水木、楊廷椅、劉沼光、劉登峰五人成立，嗣後由中共蘇區派遣的共產黨員徐懋德來台領導，化名為李絜(外省李)，依照蘇州地下黨發展模式，在台灣中等學校以上發展組織，而蘆洲地區的廖瑞發吸收郭琇琮入黨後，使得學生工作得以拓展進入台大，而徐懋德領導組織吳克泰(詹世平)，吳克泰曾是台北高校學生，在上海與蔣時欽等加入共產黨後返台考入台大法學院，使組織得以在台大發展，在成立初期一年間，省工委成員約七十多人。

### 活动
1945年戰爭結束後，部分台籍青年同情中共遭遇，並對毛澤東提出的新民主主義心生嚮往，以此，在中國的知識份子之間開始出現大幅度地的左傾，1945年開始，國府與共產黨的爭鬥益加劇烈，自此，中共開始大量滲透到非淪陷區，及至1946年沈崇案發生後，國府聲望一落千丈，各地學潮不斷，而大學生甚至為支持共產主義遊行並瘋狂引為風尚，此時期加入共產黨的台籍青年如吳克泰、陳炳基或滲透至台灣的學者如黃肅秋等，開始結合舊日在台的同志加入解放台灣的工作，以此至1947年二二八事件發生後，大量台籍菁英左傾，加上當時國府在中國大陸戰事節節敗退，猶如風中殘燭，激起有志青年加入中共解放台灣的工作，1947年後地下黨的組織快速膨脹。
1947年228事件後，吳克泰吸收陳炳基加入共產黨，並與李薰山、李蒼降、林如堉、李登輝成立新民主同志會，並透過此組織開始吸收參與同志會的成員加入共產黨，李登輝本由徐懋德監誓加入，但後來卻退出組織，之後陸續吸收葉城松、蔡瑞欽、鄭文峰等加入，建立台大法學院支部，郭琇琮受廖瑞發影響加入，並成立台北市工委會，透過其在台大醫學院的背景發展組織，許強、葉盛吉等陸續加入，建立台灣大學醫學院支部，1947年5月郭琇琮吸收何川加入，並將組織發展到台南工學校與台南工學院，蔡瑞欽將組織發展到嘉義及師院謝傳祖，楊廷椅的加入與活躍，化名老朱吸收許多學生加入，建立台灣大學支部與師範學院支部。
民報記者李水井返台後加入省工委組織，任職開南商業學校教師期間吸收林迺智，成立省工委台北市中等學校教員支部，爾後擔任建國高級中學教師、臺北市立太平初級商業學校教師更積極吸收成員。
1949年3月20日，台大法學院學生因為雙載被警方拘留，導致師大及台大學生包圍警局。3月29日，以紀念黃花崗七十二烈士為名的青年節營火晚會召開，葉城松擔任總指揮，除了台大、師院以外台北市中等以上學校學生也參加，當晚眾人演唱歌曲《你是燈塔》(跟著共產黨走)、《你是舵手》，當時還有麥浪歌詠隊員參與演出。當晚的晚會呼應1947年南京五二〇運動的主軸反飢餓、反內戰、反迫害，眾人成立台北市大中學校學生聯合會及台灣學生聯盟，預定於五四週年紀念串連全省中等以上學校發動遊行，引發執政當局陳誠以整頓學風為由派兵進入台大搜捕學生的四六事件，事件後，許多中共滲透的學生返回中國大陸，對學工委造成一定程度的打擊。

### 解散
1949年8月省工委發行的《光明報》遭國民黨政府破獲，由於光明報的發行涉及省工委基隆市工作委員會，而遭到舉發的王明德正是台大法學院支部成員，多人遭約談，旋即林榮勳、詹昭光等遭到逮捕，葉城松因此南下嘉義躲避，張璧坤、鄭文峰先後接任台大法學院支部書記，由學工委書記徐懋德領導，1950年1月蔡孝乾首次落網，供出計梅貞、錢靜芝的郵電支部，2月16蔡孝乾趁機脫逃，按顏世鴻說法，此次脫逃應是保密局「捉放曹」，2月21日起蔡孝乾連續三日在中華日報上刊登啟順兄啟事，邀請徐懋德等人前往蔡孝乾泉州街住所，徐懋德當下認為有問題，旋即告知李水井及楊廷椅危險，徐懋德因此決定潛返大陸，將學工委交李水井領導，1950年5月10日李水井與吳思漢被捕，保密局循線逮補25人，並由此25人擴及省工委學工委及各省工委支部，學工委瓦解。